# Aginor
Aginor is een van de dertien verzakers - of uitverkorenen zoals zij zichzelf noemen - uit de boekencyclus Rad des Tijds van Robert Jordan.
Aginor is de sterkste geleider op Lews Therin en Ishamael na. Voordat hij zich aansloot bij de Duistere was zijn naam Ishar Morrad Chuain. In de Eeuw der Legenden was Chuain een van de beste biologen van zijn tijd. Omdat hij dacht dat hij alles had ontdekt wat er te ontdekken viel, sloot hij zich aan bij de duisteren en ontwierp hij het schaduwgebroed zoals de Trollok, Myrddraal (indirect) en de Draghkar.
Hij was een van de eerste van de verzakers die uit zijn kerker kon ontsnappen. Doordat hij zich het dichtste bij de wereld bevond was hij, in tegenstelling tot andere verzakers, wel verouderd en verzwakt. Aginor stierf als eerste bij het Oog van de Wereld na een confrontatie met Rhand Altor.
Aangenomen wordt dat Aginor door de Duistere uit het graf is teruggehaald als Osan'gar, die bij Shadar Logoth door Aes Sedai wordt gedood tijdens het schoonmaken van saidin in Hart van de Winter.